# 纪念碑大道
纪念碑大道（Monument Avenue）是美国弗吉尼亚州首府里士满的一条城市规划风格的林荫大道，中央由绿树成荫的草地分隔。沿路有弗吉尼亚邦联美国内战参与者罗伯特·李、詹姆斯·尤厄尔·布朗·斯图尔特、杰斐逊·戴维斯、石墙杰克逊，以及另外两个里士满当地人“海洋之父”马修·方丹·莫里和国际网球明星亚瑟·阿什的雕像。第一个纪念碑，罗伯特·李雕像于1890年竖立。1900年和1925年之间，纪念碑大道上建起建筑上具有重要意义的住宅、教堂和公寓楼。
纪念碑大道是一些年度活动的举办地点，尤其是在春天，包括每年的纪念碑大道10公里赛跑。在罗伯特·李的生日和邦联历史月，邦联退伍军人之子身穿当年的军装，聚集在纪念碑大道。纪念碑大道也是另一项春季传统活动，复活节巡游的地点，届时许多里士满人会戴着复活节帽子漫步于大道。
纪念碑大道历史街区包括纪念碑大道的一部分，东起桦树街，西到 Roseneath 大道，被列入國家史蹟名錄。2007年，美国规划协会将纪念碑大道列为全国10条伟大街道之一。 当选原因是其历史建筑、城市形态，高品质住宅和宗教建筑，土地用途的多样性，公共艺术和多种运输方式的一体化
。

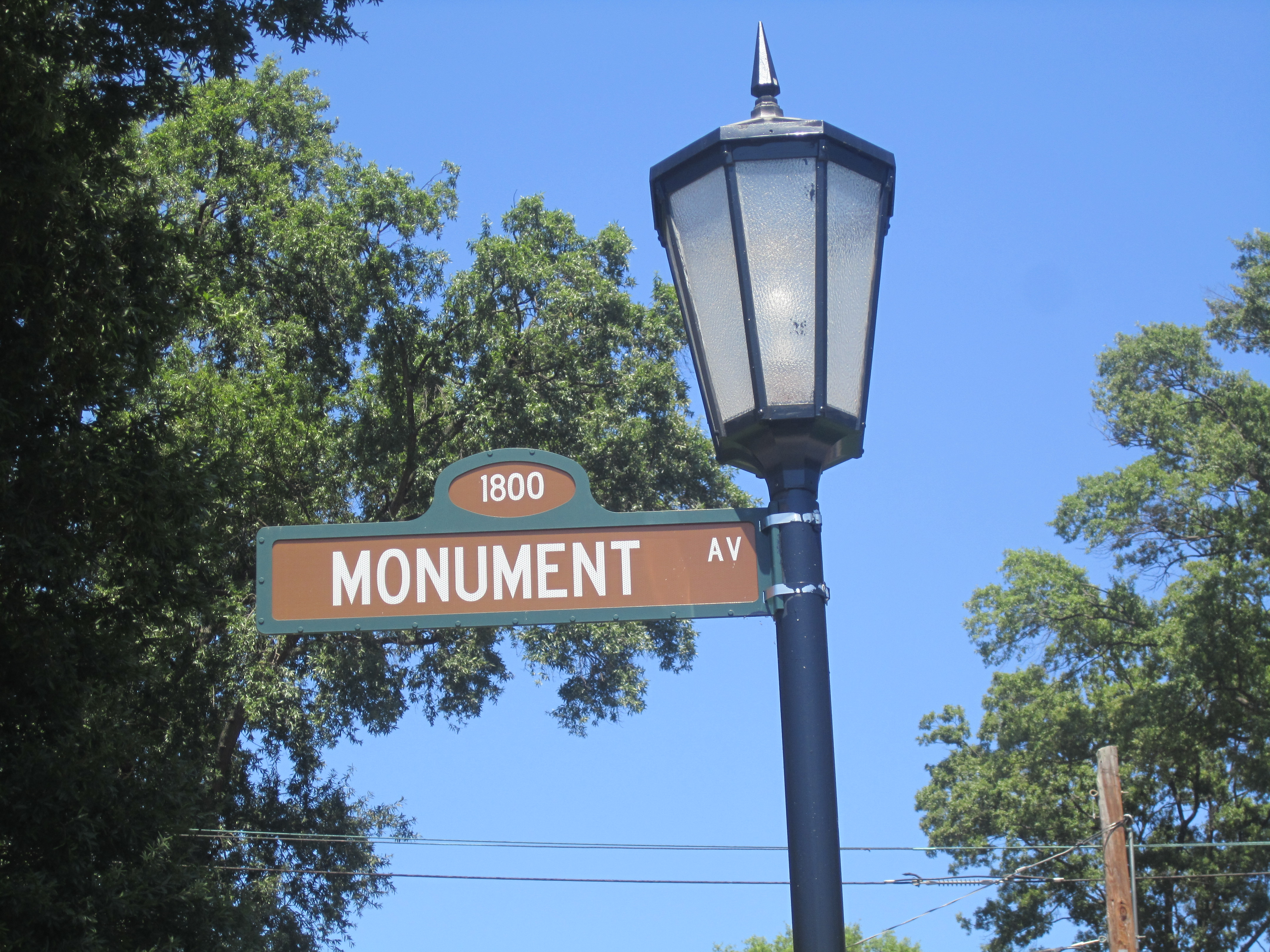
路牌
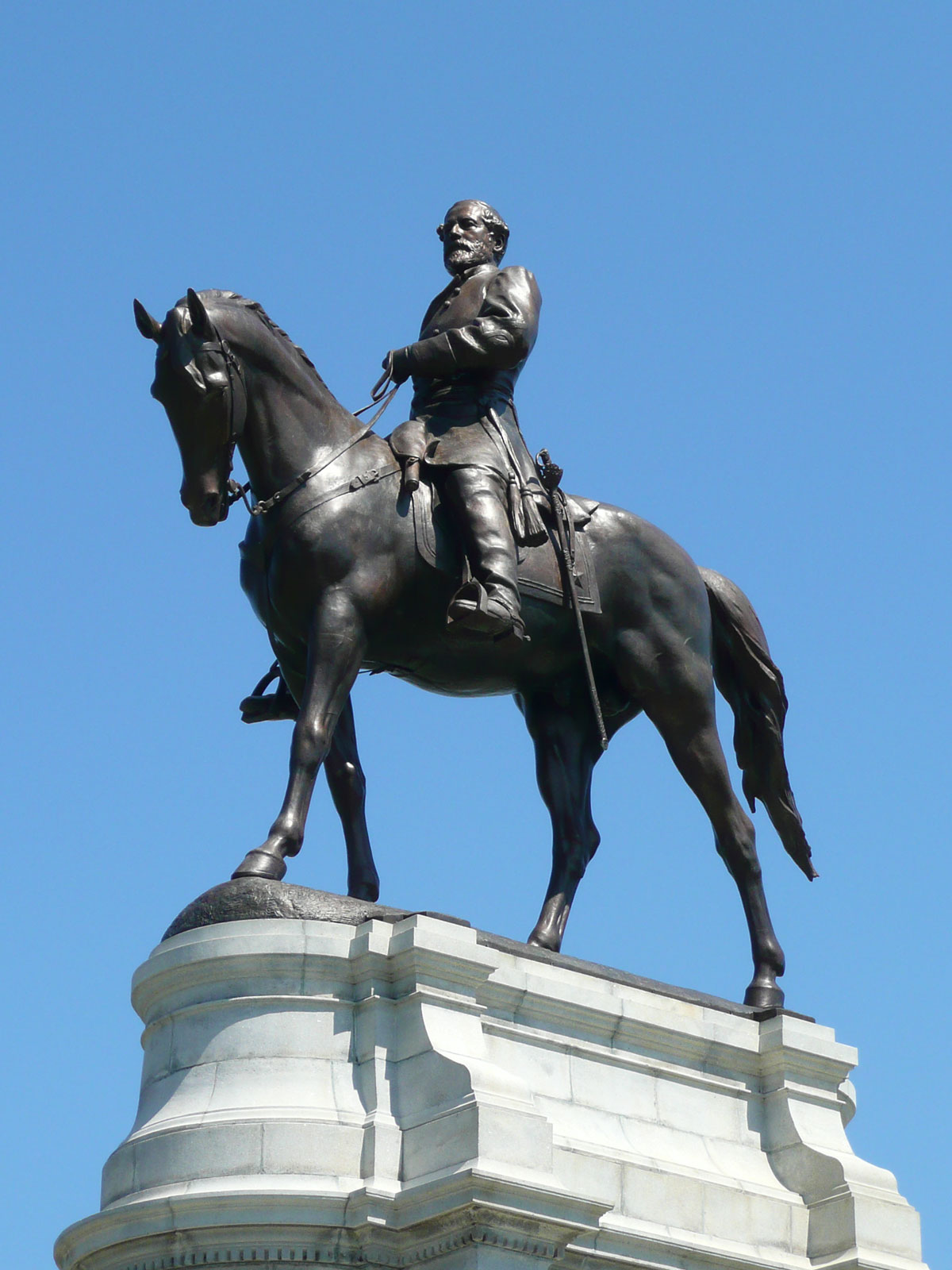
罗伯特·李雕像
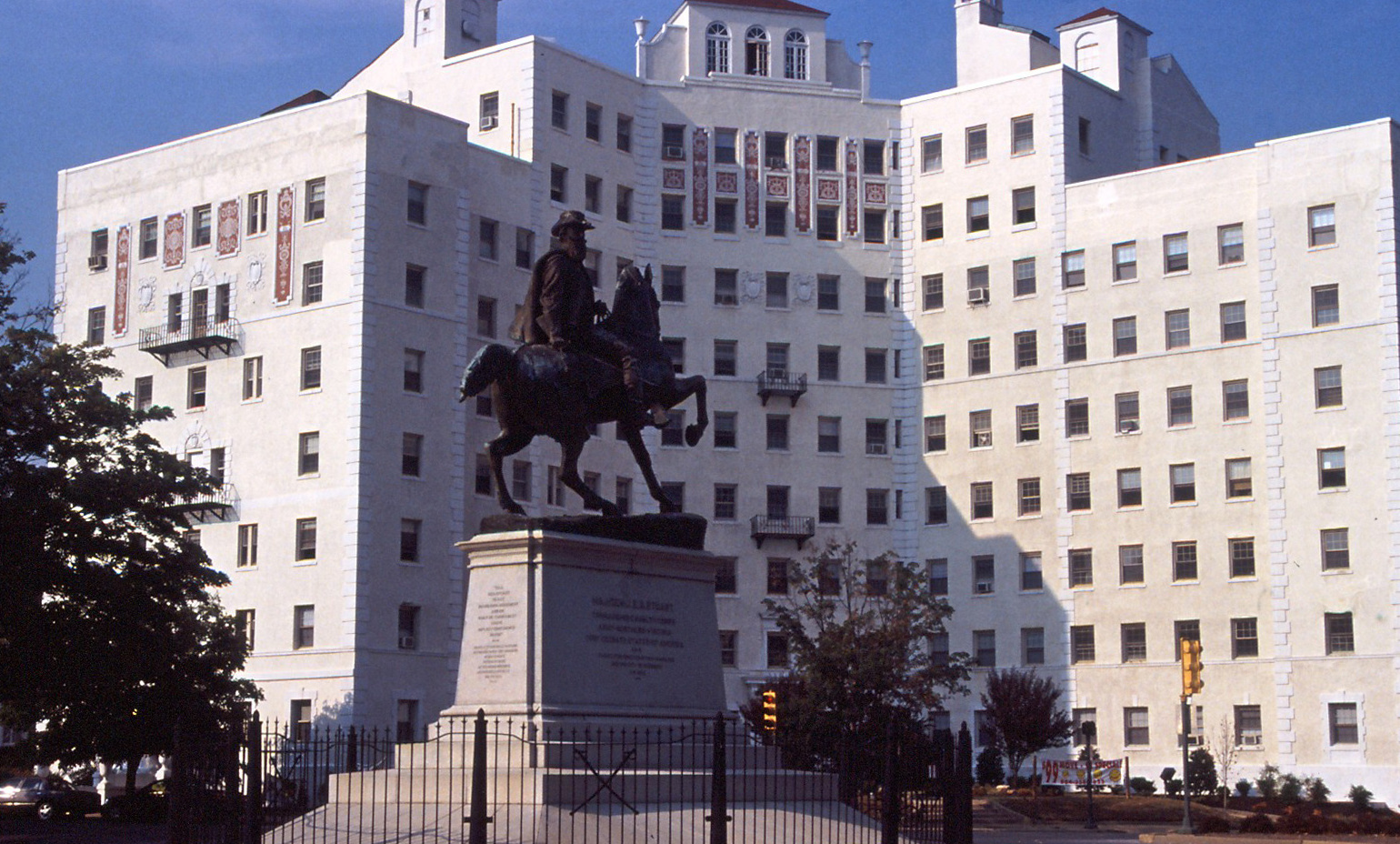
詹姆斯·尤厄尔·布朗·斯图尔特
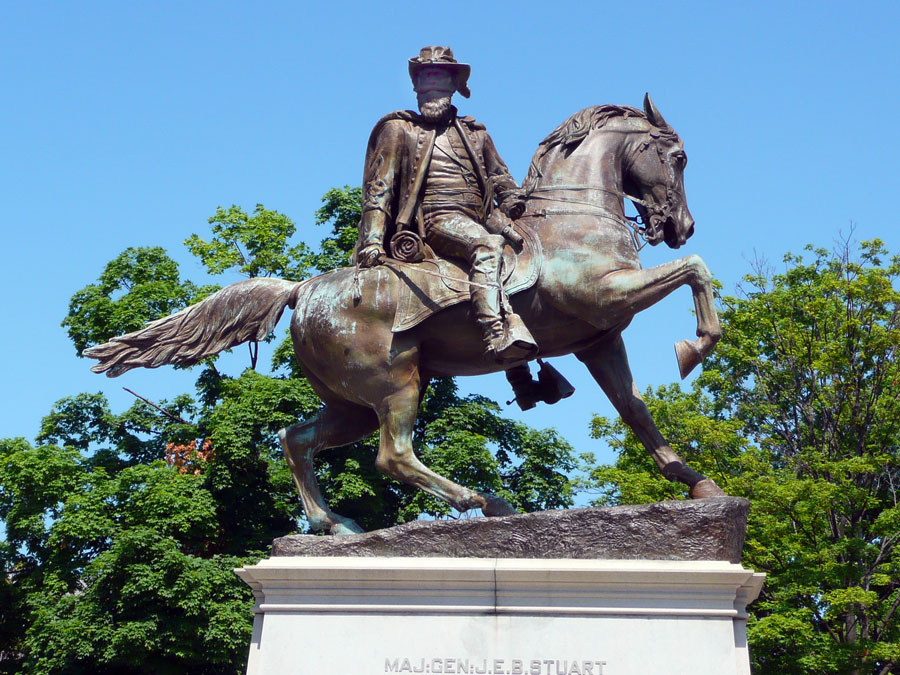
詹姆斯·尤厄尔·布朗·斯图尔特
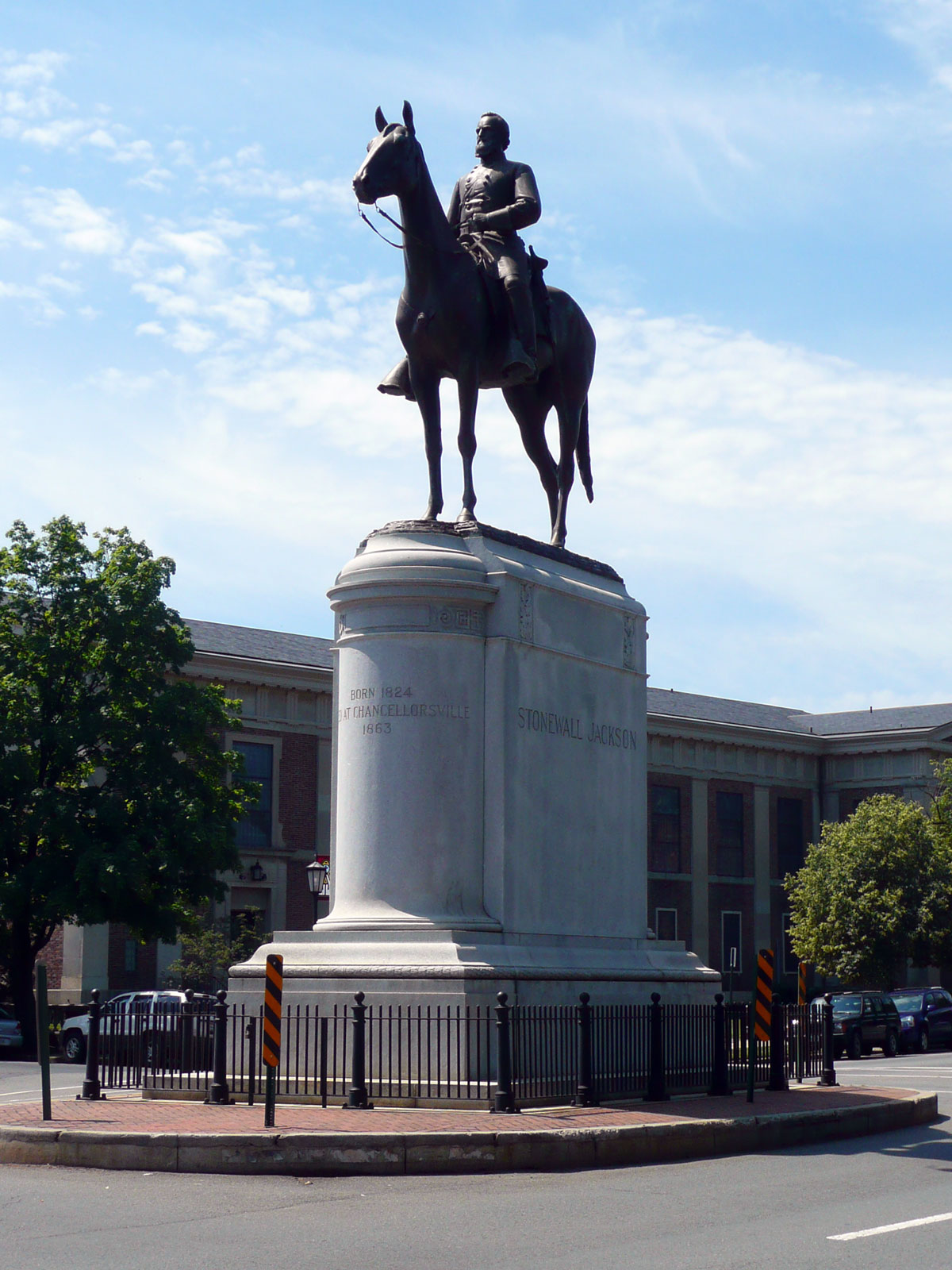
石墙杰克逊
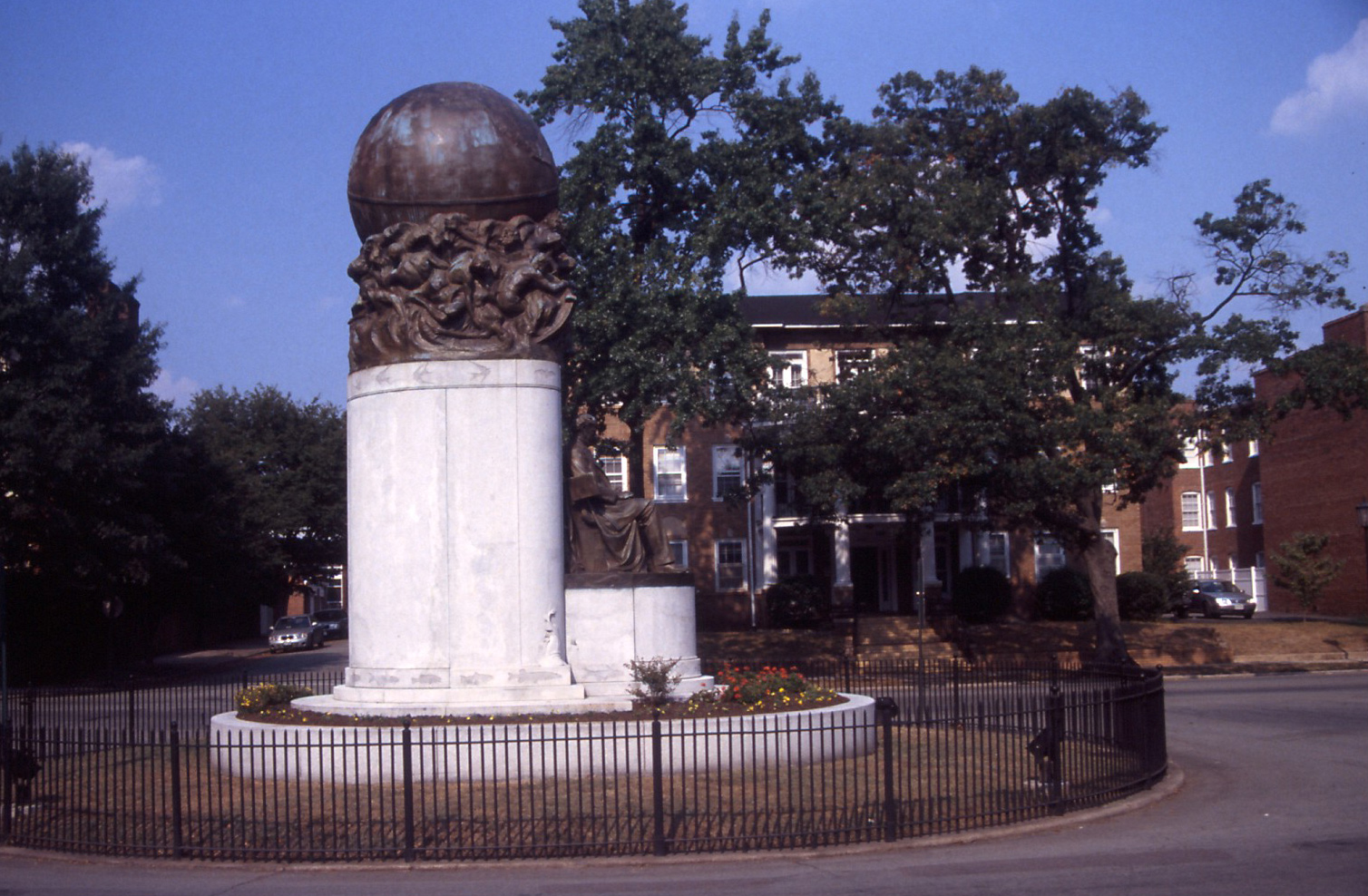
马修·莫里纪念碑